# Petite rivière Vermillon
Petite rivière Vermillon är ett vattendrag i Kanada.   Det ligger i provinsen Québec, i den sydöstra delen av landet, 300 km nordost om huvudstaden Ottawa. Petite rivière Vermillon ligger vid sjöarna  Lac de la Battue och Lac du Raccourci.
I omgivningarna runt Petite rivière Vermillon växer i huvudsak blandskog. Trakten runt Petite rivière Vermillon är nära nog obefolkad, med mindre än två invånare per kvadratkilometer.